# Florian Boitin
Florian Christoph Boitin (* 20. April 1967 als Florian Christoph Oesterhelt) ist ein deutscher Journalist und Diplom-Designer. Er ist seit Juni 2009 Chefredakteur der deutschen Ausgabe des Magazins Playboy.

## Karriere
Boitin wuchs in der oberbayerischen Stadt Geretsried auf. Schon früh wurde er regional mit seinen Freunden durch Auftritte als Coverband der frühen Beatles bekannt. Später wechselte er in das Fach des klassischen Rhythm and Blues. Eine Basis seiner Karriere als Kommunikations-Designer bildete bis 1989 der Besuch der Freien Kunstschule Hans Seeger in München. Im Jahr 1994 schloss er sein Studium zum Diplom-Designer an der Fachhochschule Augsburg ab. Noch im selben Jahr begann Boitin als Designer im Heinrich Bauer Verlag und war dort zunächst für das alsbald eingestellte Magazin Quick, aber auch schon für den Playboy mitverantwortlich. Im Jahr 1997 wurde er unter dem damaligen Chefredakteur Peter Lewandowski, zum Art Director befördert, wobei er von diesem Moment an maßgeblich am damaligen Erfolg der deutschen Playboy-Ausgabe beteiligt ist.
Im Jahr 2000 wechselte er zur Axel Springer AG, dort war er bis 2005 als stellvertretender Chefredakteur und Creative Director tätig war. Anschließend zeichnete er von 2005 bis 2008 als Chefredakteur des mittlerweile eingestellten Männermagazins Maxim verantwortlich und war bis zu seiner Ernennung zum Chefredakteur der deutschen Playboy-Ausgabe im Juni des Jahres 2009, kurzfristig als selbstständiger Medienberater tätig.
Ab Ausgabe 1/2020 tritt Boitin zudem neben Myriam Karsch als Verleger der deutschen Ausgabe des Playboys auf, nachdem Hubert Burda Media die Lizenz nicht verlängerte, weswegen Karsch und Boitin den Verlag in Eigenregie übernehmen.
Nach der Trennung von seiner ersten Ehefrau behielt er den von ihr angenommenen Nachnamen „Boitin“.